# Najwyższy Trybunał Administracyjny
Najwyższy Trybunał Administracyjny – organ władzy sądowej w II Rzeczypospolitej.

## Geneza
W budowanym od podstaw po okresie zaborów ustroju II Rzeczypospolitej nie mogło zabraknąć instytucji sądownictwa administracyjnego. Pierwsze działania władz miały na celu utrzymanie w mocy i dostosowanie do warunków niepodległego państwa ustaw odziedziczonych po zaborcach, do czasu wprowadzenia jednolitego, ogólnopolskiego unormowania. 
Pierwszy raz NTA został zapowiedziany przez art. 73 Konstytucji Rzeczypospolitej Polskiej (konstytucji marcowej) z dnia 17 marca 1921 roku (Dz.U. z 1921 r. nr 44, poz. 267), według której Najwyższy Trybunał Administracyjny stać miał na czele sądownictwa administracyjnego, powołanego do orzekania o legalności aktów administracyjnych w zakresie administracji tak rządowej jak i samorządowej.

## Szczegółowe regulacje prawne
Konstytucja zapowiedziała sądownictwo administracyjne co najmniej dwuinstancyjne, z udziałem ławników. Tych ostatnich deklaracji nie urzeczywistniono (w województwach zachodnich, tj. w województwach pomorskim, poznańskim i śląskim, istniało jeszcze tzw. sądownictwo administracyjne niższego stopnia). Był to sąd szczególny, jednoinstancyjny, o kompetencji kasacyjnej, sprawujący kontrolę legalności decyzji organów administracji publicznej w zakresie wyznaczonym ochroną publicznych praw podmiotowych jednostki, w sprawach określonych klauzulą generalną zacieśnioną enumeracją nielicznych wyjątków. Delegację z art. 73 ustawy zasadniczej wykonał sejm w ustawie z 3 sierpnia 1922 roku o Najwyższym Trybunale Administracyjnym (Dz.U. z 1926 r. nr 68, poz. 400, ze zm.). Następnym aktem prawnym regulującym status NTA było rozporządzenie (z mocą ustawy) Prezydenta RP z 27 października 1932 roku o Najwyższym Trybunale Administracyjnym (Dz.U. z 1932 r. nr 94, poz. 806, ze zm.), które poza tym, że nie wspominało już o czynniku obywatelskim (ławnicy), żadnych istotnych zmian w zakresie tego sądownictwa nie wprowadziło.  Z przepisów tych wynikało, że Najwyższy Trybunał Administracyjny powinien być wyższą instancją w przynajmniej dwuinstancyjnym postępowaniu administracyjnosądowym, postulat ten nie został nigdy w pełni zrealizowany. Wojewódzkie sądy administracyjne działały jedynie w trzech województwach zachodnich z siedzibami w Katowicach, Poznaniu i Toruniu. Ustawa konstytucyjna z dnia 23 kwietnia 1935 roku, w art. 70, stanowiła jedynie, że 1. Powołuje się. . . . b) Najwyższy Trybunał Administracyjny do orzekania o legalności aktów administracyjnych. Po wejściu w życie Konstytucji kwietniowej NTA działał w dalszym ciągu na podstawie przepisów wspomnianego wyżej rozporządzenie Prezydenta RP.
Decyzją prezydenta RP Ignacego Mościckiej 3 listopada 1932 na stanowisko pierwszego prezesa NTA został mianowany dr Jan Kanty Piętak (wcześniej jako urzędnik Prezydium Rady Ministrów autor powyższego projektu rozporządzenia).

## Praktyka funkcjonowania i ocena działalności
Organizacja trybunału, zwłaszcza niedostateczna liczba sędziów powodowała, że rosły zaległości. Budowę sądów niższego szczebla, z udziałem czynnika obywatelskiego, odłożono na później, tłumacząc się problemami finansowymi młodego państwa oraz brakiem wykształconej kadry – w konsekwencji tego niższe instancje nie powstały. Mimo że Najwyższy Trybunał Administracyjny nie spełnił wszystkich pokładanych nadziei, jego rola w systemie organów II Rzeczypospolitej postrzegana jest pozytywnie. Niejednokrotnie był on jedyną możliwością obrony przed sprzecznym z prawem działaniem administracji. Trybunał przeważnie uchylał zaskarżane decyzje administracyjne. Wobec wielkich problemów z wydolnością Trybunału, Rada Ministrów podjęła decyzję o utworzeniu na czas 5 lat Inwalidzkiego Sądu Administracyjnego przy NTA. To była odpowiedź na liczne skargi w sprawie rewizji rent inwalidzkich po zmianie ustawy o zaopatrzeniu inwalidzkim w 1932 roku i jej nowelizacji rok później. Sąd działał od 1 października 1935 do wybuchu II wojny światowej. Przewodniczącym ISA został Karol Bernaczek – sędzia NTA.

### I Prezes NTA
Według:
- Jan Sawicki (1922-1928)
- 1928-1930 – stanowisko nieobsadzone
- Rudolf Różycki (1930-1932)
- Jan Kanty Piętak (1932-1933)
- Włodzimierz Orski (1933-1934)
- Bronisław Hełczyński (1934-1939)

## Najwyższy Trybunał Administracyjny po 1 września 1939 roku
Wybuch II wojny światowej przerwał działanie NTA. Prezes NTA wyjechał do Londynu, gdzie angażował się w działalność polskiego rządu, w tym prace legislacyjne oraz w nauczanie prawa. Po wojnie podjęto próbę przywrócenia NTA. Mała Konstytucja z 1947 zapowiedziała powołanie sądownictwa administracyjnego. Funkcjonowało biuro, a sędziowie NTA pobierali uposażenie sędziów NTA. Najwyższy Trybunał Administracyjny formalnie istniał do 1952 r. (do wprowadzenie stalinowskiej konstytucji), ale nie prowadził działalności. O losie sądownictwa administracyjnego zdecydowano w latach 1947-1948.  
Współczesnym odpowiednikiem NTA jest utworzony u schyłku PRL Naczelny Sąd Administracyjny.

## Siedziba
W latach 30. siedziba Trybunału mieściła się w gmachu Collegium Nobilium pijarów w Warszawie (obecnie siedziba Akademii Teatralnej im. Aleksandra Zelwerowicza) przy ul. Miodowej 24. W 2018 r. na ścianie tego gmachu umieszczono tablicę pamiątkową. 